# Kolbudy (gmina)
Kolbudy (do końca 2001 gmina Kolbudy Górne) – gmina wiejska w województwie pomorskim, w powiecie gdańskim. Gmina w całości znajduje się w aglomeracji trójmiejskiej. W latach 1975–1998 gmina położona była w województwie gdańskim.
W skład gminy wchodzi 15 sołectw: Babidół, Bąkowo, Bielkowo, Bielkówko, Buszkowy, Czapielsk, Jankowo Gdańskie, Kolbudy, Kowale, Lisewiec, Lublewo Gdańskie, Łapino, Otomin, Ostróżki, Pręgowo.
Siedziba gminy to Kolbudy (do 20 grudnia 1998 jako Kolbudy Górne).
Według danych z 31 grudnia 2017 roku gminę zamieszkiwało 16826 osób, a 31 grudnia 2023 18119 osób.

## Położenie

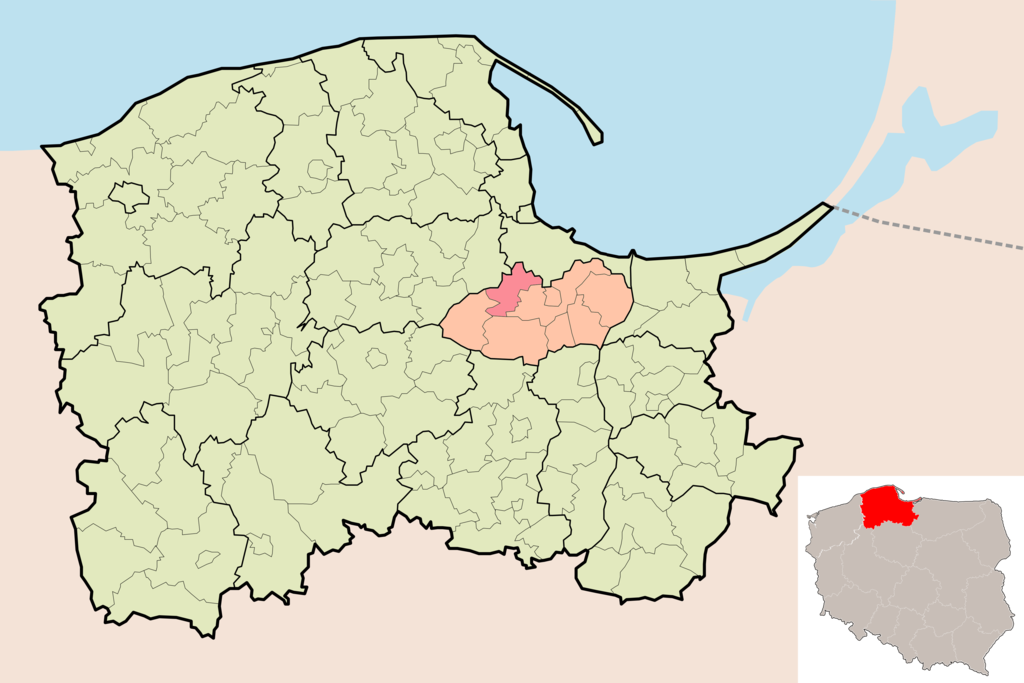
Gmina Kolbudy na tle powiatu gdańskiego oraz województwa pomorskiego

Gmina Kolbudy znajduje się w północno-zachodniej części powiatu gdańskiego. Gmina położona jest w strefie podmiejskiej Aglomeracji Gdańskiej. Graniczy z miastem Gdańsk oraz gminami: Trąbki Wielkie, Przywidz, Pruszcz Gdański oraz położoną w powiecie kartuskim gminą Żukowo.
Siedziba władz gminnych, znajdująca się w Kolbudach jest oddalona o 11 km od centrum Pruszcza i ok. 15 km od centrum Gdańska.
Gmina Kolbudy według podziału fizycznogeograficznego Kondrackiego znajduje się w całości na terenie mezoregionu Pojezierze Kaszubskie, jednakże granica pomiędzy Pojezierzem Kaszubskim a Starogardzkim nie jest jednoznaczna, stąd południowa część gminy bywa zaliczana również do Pojezierza Starogardzkiego.

## Środowisko naturalne

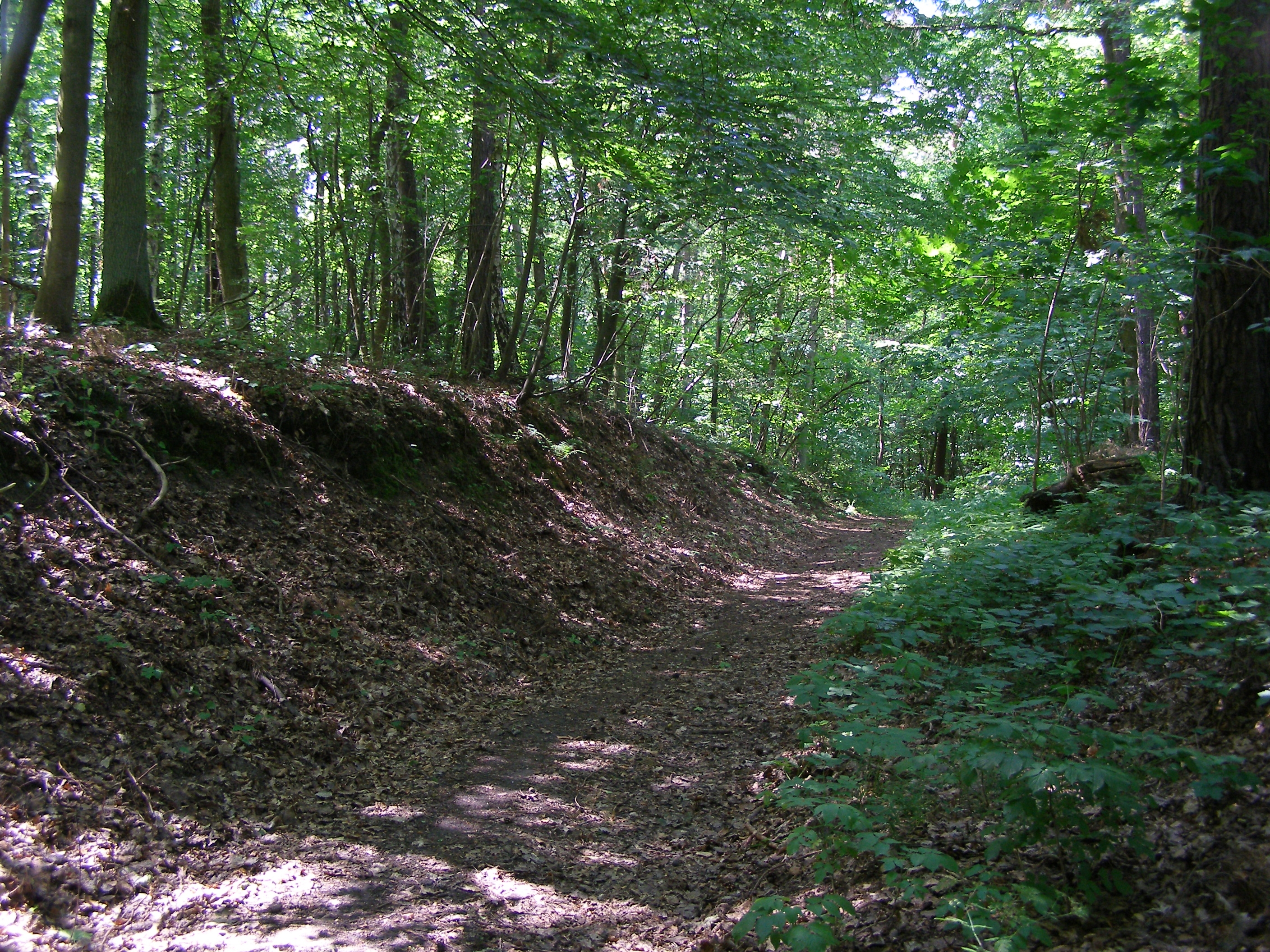
Las nad jeziorem Straszyńskim

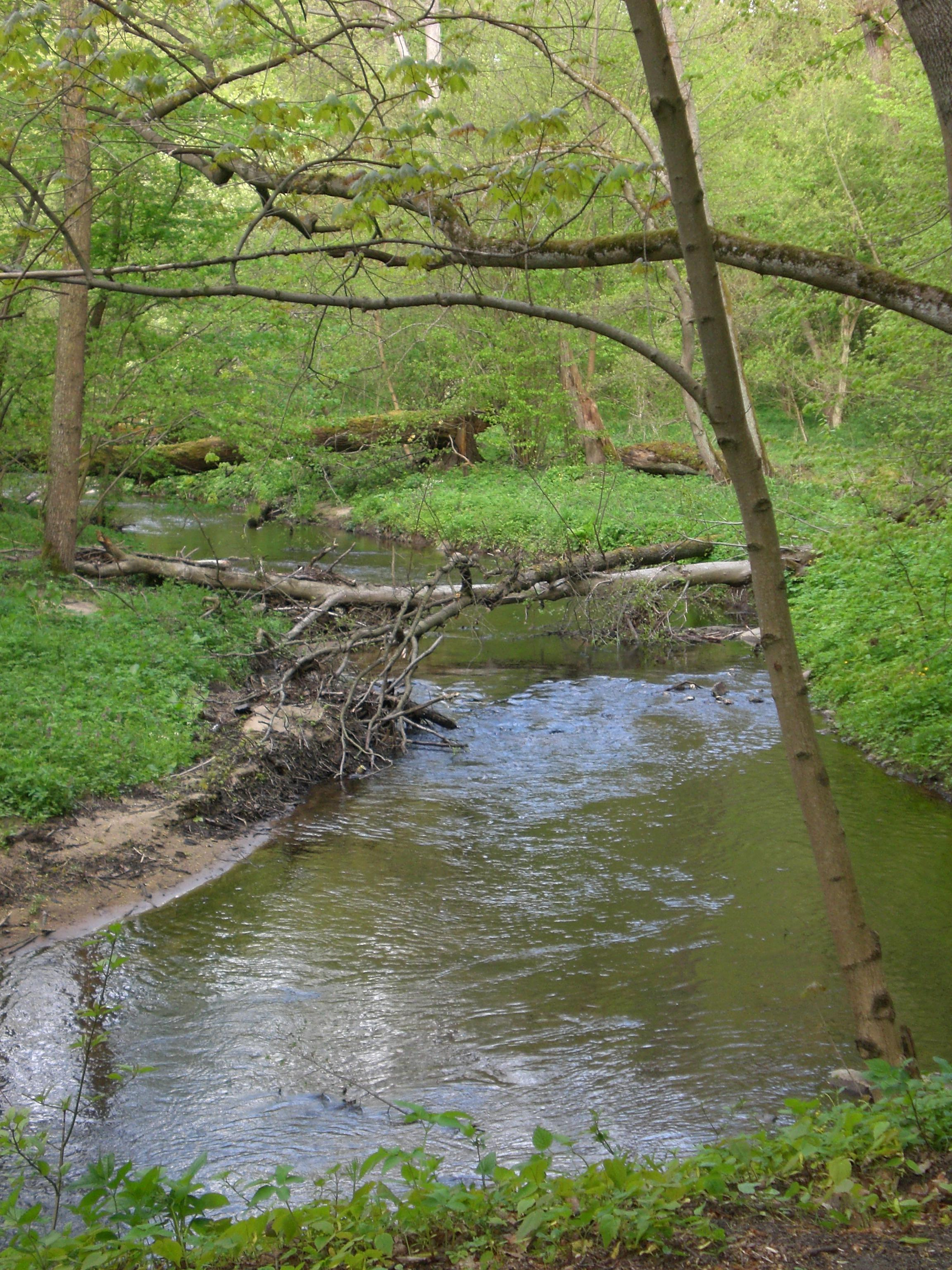
Radunia w Bielkowie

Rezerwat Bursztynowa Góra

### Geologia
Na terenie gminy dominują utwory czwartorzędowe, głównie piaski i gliny. W dolinach rzecznych utworzyły się torfy.

### Geomorfologia
Przeważającą formą terenu jest wysoczyzna morenowa, moreny dennej falistej. Powierzchnia wysoczyzny jest poprzecinana dolinami rzecznymi. Najwyżej położona jest część południowa, natomiast najniżej północno-wschodnia. W północnej części gminy (w okolicy Jeziora Otomińskiego) rzeźba terenu jest bardziej urozmaicona.

### Gleby
Na terenie gminy gleby są średnie i słabe. Dominują gleby brunatne. 70% terenu zajmują gleby 4 i 5 klasy przydatności rolniczej.

### Sieć hydrologiczna
Gmina Kolbudy leży w zlewni Motławy. Największymi rzekami na terenie gminy są Radunia i Reknica, niewielki fragment gminy leży w zlewni Kłodawy. Oprócz tego część gminy leży na terenach bezodpływowych.

### Flora i fauna
Lasy zajmują 34% powierzchni gminy. Duży areał zajmują lasy liściaste bukowe oraz dębowo-bukowe, jednak najbardziej lasotwórczym gatunkiem jest sosna pospolita.
W 2017 w lasach Nadleśnictwa Kolbudy, zlokalizowanych w dużej części na terenie gminy, stwierdzono obecność 2437 jeleni, 7558 saren, 15 łosi, 1863 dzików, 922 lisów i 3 wilków, a także takich gatunków ptaków, jak bocian czarny, bielik, myszołów, jastrząb, kania ruda, żuraw.

#### Ochrona przyrody
Różnorodność szaty roślinnej spowodowała objęcie znacznych obszarów różnymi formami ochrony przyrody. Na terenie gminy znajdują się dwa rezerwaty przyrody: Bursztynowa Góra i Jar Reknicy, będące również atrakcją turystyczną, 3 obszary chronionego krajobrazu i 2 użytki ekologiczne. Na terenie gminy znajdują się trzy obszary chronionego krajobrazu: Otomiński, Przywidzki i Dolnej Raduni oraz 22 pomniki przyrody. W obrębie gminy znajdują się także dwa obszary Natura 2000 – Dolina Reknicy (PLH 220008) oraz Pomlewo (PLH 220092).

## Historia
Teren gminy Kolbudy do 1920 znajdował się częściowo w powiecie kartuskim, a częściowo w powiecie gdańskim. Podobnie jak teren gminy, w obu powiatach znajdował się teren miejscowości Kolbudy. Część zachodnia, nazywająca się Kolbudy Górne, leżała w powiecie kartuskim, a część wschodnia – Kolbudy Dolne – w powiecie gdańskim. Granicę stanowiła rzeka Radunia.
Po odzyskaniu przez Polskę niepodległości, utworzeniu Wolnego Miasta Gdańska oraz delimitacji granic, cały teren przyszłej gminy znalazł się w granicach Wolnego Miasta Gdańsk ze względu na znaczną przewagę ludności niemieckiej. Obszar gminy włączono do powiatu Danziger Höhe. Siedzibą władz powiatowych był Gdańsk, który znajdował się poza terenem powiatu. 1 września 1939, po przejęciu Wolnego Miasta Gdańska przez Niemcy, powiaty Gdańskie Wyżyny i Gdańskie Niziny zostały ze sobą połączone w powiat Gdańsk Wieś.
30 marca 1945 wszedł w życie Dekret o utworzeniu województwa gdańskiego. W skład nowego województwa wszedł teren gminy.
W 1975, po zmniejszeniu województwa gdańskiego, gmina Kolbudy Górne pozostała jego częścią. 20 grudnia 1998 wsie Kolbudy Górne i Kolbudy Dolne zostały oficjalnie połączone, mimo tego nazwa gminy nie została zmieniona. W 1999 gmina Kolbudy Górne stała się częścią powiatu gdańskiego będącego częścią województwa pomorskiego.

## Demografia

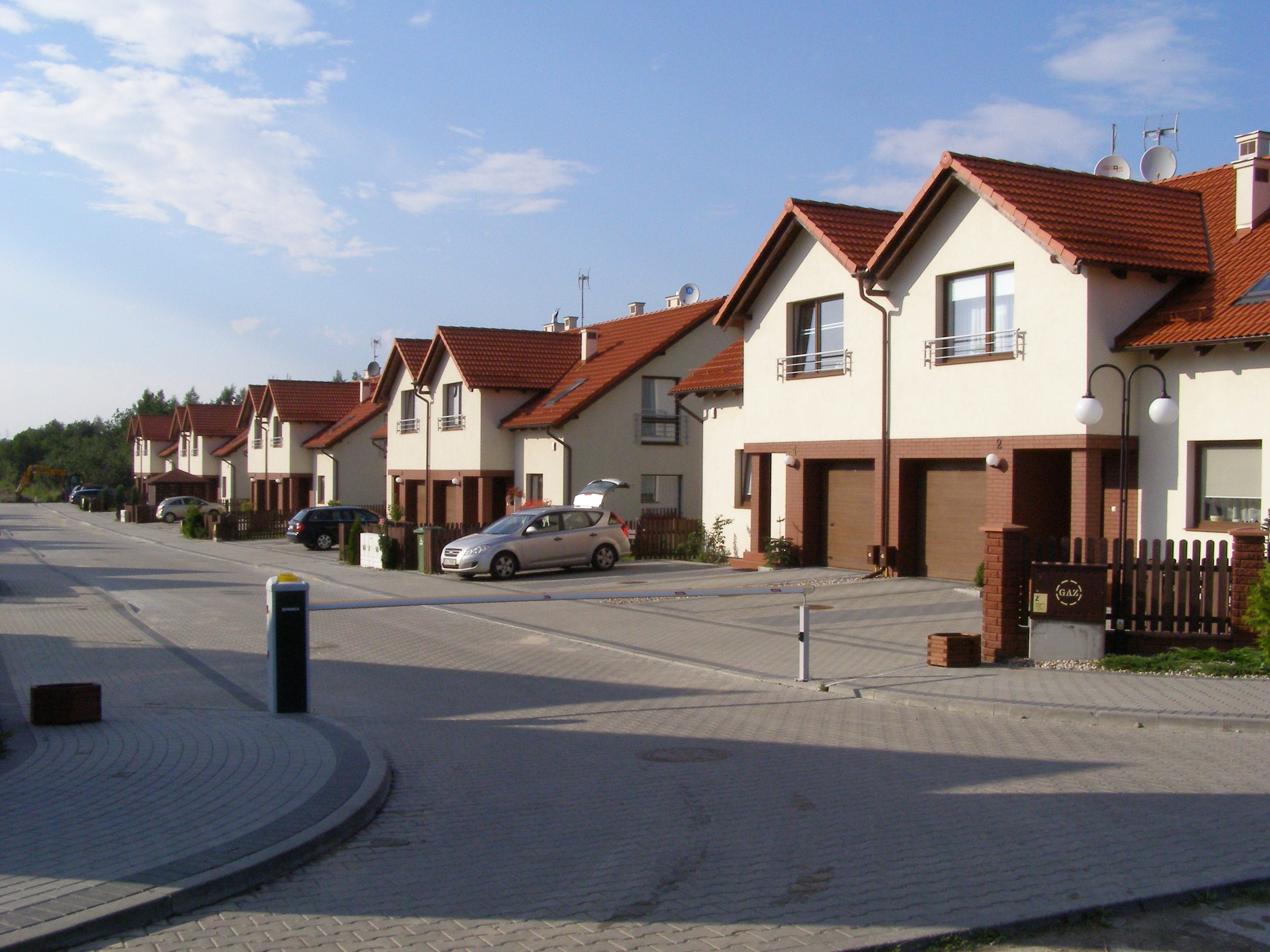
Nowoczesne budownictwo mieszkaniowe w Kowalach

Gmina Kolbudy z racji podmiejskiego położenia odnotowała w ostatnich latach wzrost ludności. Szczególnie znaczny wzrost jest notowany w położonej w obrębie Obwodnicy Trójmiasta wsi Kowale, gdzie dynamika wzrostu w latach 2000 i 2010 wyniosła 361,4%. Duża dynamika jest obserwowana również w pozostałych miejscowościach obsługiwanych przez gdańską komunikację miejską – w Otominie w analogicznym okresie liczba ludności wzrosła 292,0%, a w Bąkowie 264,1%. Ponad dwukrotny wzrost w tym okresie nastąpił również w Lublewie Gdańskim – 214,8% i Jankowie Gdańskim – 200,7%. Jedyną wsią, która w tym okresie zanotowała spadek mieszkańców było Bielkówko-Kolonia, gdzie liczba ludności zmniejszyła się o 1 osobę.
51% ogółu ludności gminy stanowią kobiety. Nadwyżka kobiet występuje wśród osób w wieku 25-40 lat oraz powyżej 70.
Gmina Kolbudy charakteryzuje się społeczeństwem stosunkowo młodym z dużym udziałem osób w wieku 25-35 lat oraz 0-4. Gmina ma wysoki przyrost naturalny (w 2009 wskaźnik był sześć razy większy niż w Polsce). Saldo migracji jest również dodatnie. Do gminy przeprowadzają się głównie ludzie młodzi mieszkający wcześniej na terenie miasta. W latach 2000–2009 migracje z miasta stanowiły ok. 85% zameldowań, natomiast do miast około 70% wymeldowań. Migracje zagraniczne na pobyt stały były nieznaczne. Na ruch rzeczywisty większy wpływ ma saldo migracji.

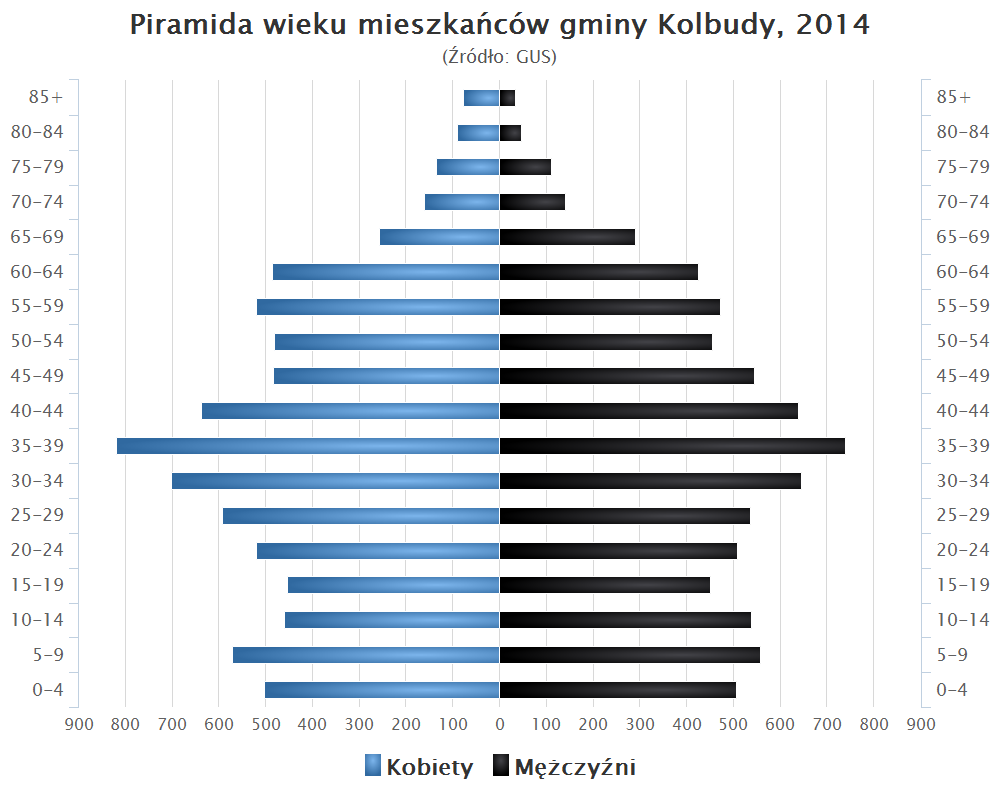
Piramida wieku mieszkańców gminy Kolbudy w 2014 roku

## Miejscowości
| Tab. 1. Miejscowości podstawowe oraz ich integralne części w administracji gminy Kolbudy, z wyrażeniem ich położenia geograficznego.                                                     | Tab. 1. Miejscowości podstawowe oraz ich integralne części w administracji gminy Kolbudy, z wyrażeniem ich położenia geograficznego. | Tab. 1. Miejscowości podstawowe oraz ich integralne części w administracji gminy Kolbudy, z wyrażeniem ich położenia geograficznego. | Tab. 1. Miejscowości podstawowe oraz ich integralne części w administracji gminy Kolbudy, z wyrażeniem ich położenia geograficznego. | Tab. 1. Miejscowości podstawowe oraz ich integralne części w administracji gminy Kolbudy, z wyrażeniem ich położenia geograficznego. |
| Identyfikator SIMC | Nazwa miejscowości | Rodzaj miejscowości | Miejscowość podstawowa | Położenie geograficzne |
| --- | --- | --- | --- | --- |
| 0163819 | Babidół | wieś | | 54°15′42″N 18°26′28″E/54,261667 18,441111                                                                                            |
| 0164010 | Bąkowo | osada | Lublewo Gdańskie | 54°17′33″N 18°31′49″E/54,292500 18,530278                                                                                            |
| 0164032 | Bielkowo | osada | Lublewo Gdańskie | 54°16′33″N 18°30′09″E/54,275833 18,502500                                                                                            |
| 0163831 | Bielkówko | wieś | | 54°15′44″N 18°30′25″E/54,262222 18,506944                                                                                            |
| 0163860 | Buszkowy | wieś | | 54°13′51″N 18°26′15″E/54,230833 18,437500                                                                                            |
| 0163877 | Buszkowy Dolne | część wsi | Buszkowy | 54°13′58″N 18°26′47″E/54,232778 18,446389                                                                                            |
| 0163920 | Czapielsk | wieś | | 54°15′52″N 18°24′32″E/54,264444 18,408889                                                                                            |
| 0163937 | Czapielsk Mały | część wsi | Czapielsk | 54°16′18″N 18°25′33″E/54,271667 18,425833                                                                                            |
| 0163943 | Jankowo Gdańskie | wieś | | 54°17′39″N 18°33′35″E/54,294167 18,559722                                                                                            |
| 0163950 | Kolbudy | wieś | | 54°16′15″N 18°28′20″E/54,270833 18,472222                                                                                            |
| 0163989 | Kowale | wieś | | 54°18′35″N 18°33′40″E/54,309722 18,561111                                                                                            |
| 0163995 | Lisewiec | wieś | | 54°14′31″N 18°29′42″E/54,241944 18,495000                                                                                            |
| 0164003 | Lublewo Gdańskie | wieś | | 54°17′02″N 18°30′13″E/54,283889 18,503611                                                                                            |
| 0164049 | Łapino | wieś | | 54°16′59″N 18°26′37″E/54,283056 18,443611                                                                                            |
| 0163825 | Nowiny | przysiółek wsi | Babidół | 54°15′55″N 18°27′05″E/54,265278 18,451389                                                                                            |
| 0164084 | Ostróżki | kolonia | Pręgowo Górne | 54°14′35″N 18°27′41″E/54,243056 18,461389                                                                                            |
| 0164055 | Otomin | wieś | | 54°19′10″N 18°30′15″E/54,319444 18,504167                                                                                            |
| 0163883 | Podlesie | część wsi | Buszkowy | 54°13′49″N 18°25′13″E/54,230278 18,420278                                                                                            |
| 1066946 | Pręgowo | wieś | | 54°15′03″N 18°28′55″E/54,250833 18,481944                                                                                            |
| 0164109 | Pręgówko | część wsi | Pręgowo | 54°15′27″N 18°29′25″E/54,257500 18,490278                                                                                            |
| 0163890 | Wypychy | część wsi | Buszkowy | 54°13′35″N 18°26′07″E/54,226389 18,435278                                                                                            |
| Źródła: Wykaz urzędowych nazw miejscowości i ich części(xls),Dz.U. z 2013 r. poz. 200 oraz Dz.U. z 2015 r. poz. 1636, Zbiory danych państwowego rejestru nazw geograficznych -2025-07-13 | | | | |

## Gospodarka

### Rolnictwo i leśnictwo

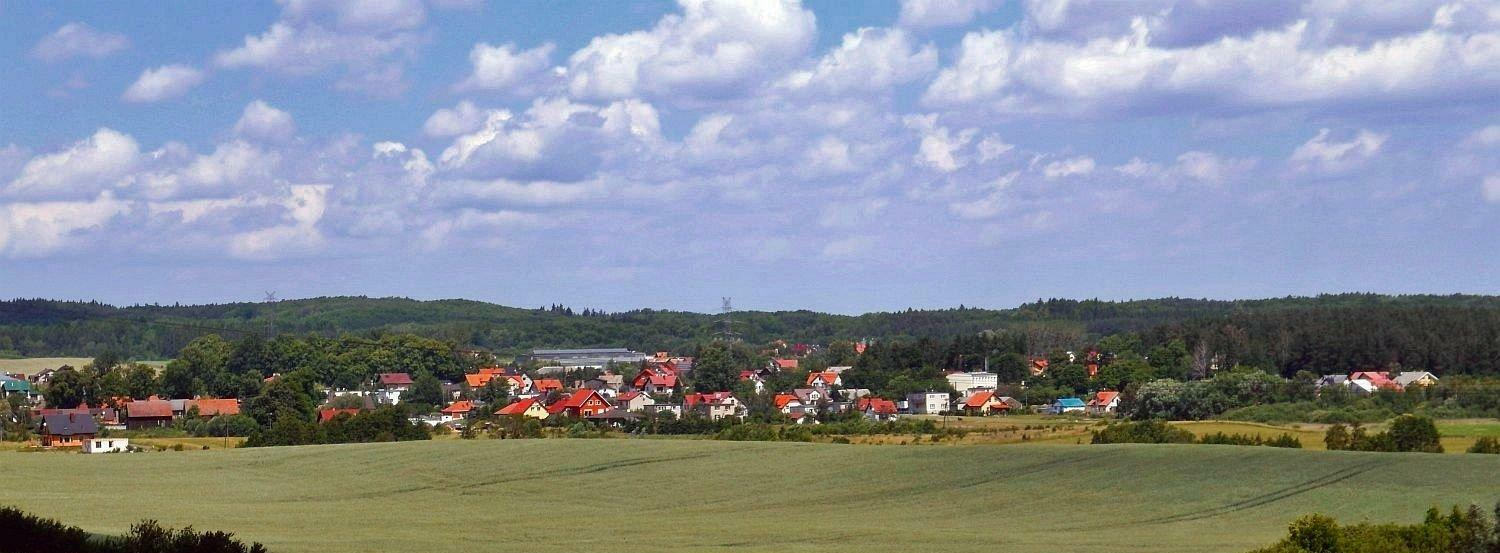
Pola uprawne w pobliżu Lublewa Gdańskiego

I sektor ma niewielki udział w zatrudnieniu w gminie Kolbudy, pomimo korzystnych warunków przyrodniczych. Rozdrobnione rolnictwo jest dodatkową działalnością mieszkańców. Przyczyną tego stanu jest: bliskość Trójmiasta, szczególnie Gdańska; rozwój usług, zwłaszcza turystyki. Suburbanizacja, zwłaszcza miejscowości leżących bliżej miasta, powoduje brak możliwości rozwoju rolnictwa na terenie znacznej części gminy
Na terenie gminy swoją siedzibę ma Nadleśnictwo Kolbudy, które swym obszarem obejmuje powiat gdański oraz fragmenty ościennych powiatów.
Zbiorniki sztuczne elektrowni wodnych zlokalizowanych na terenie gminy nie są wykorzystywane rybacko.

### Przemysł i budownictwo

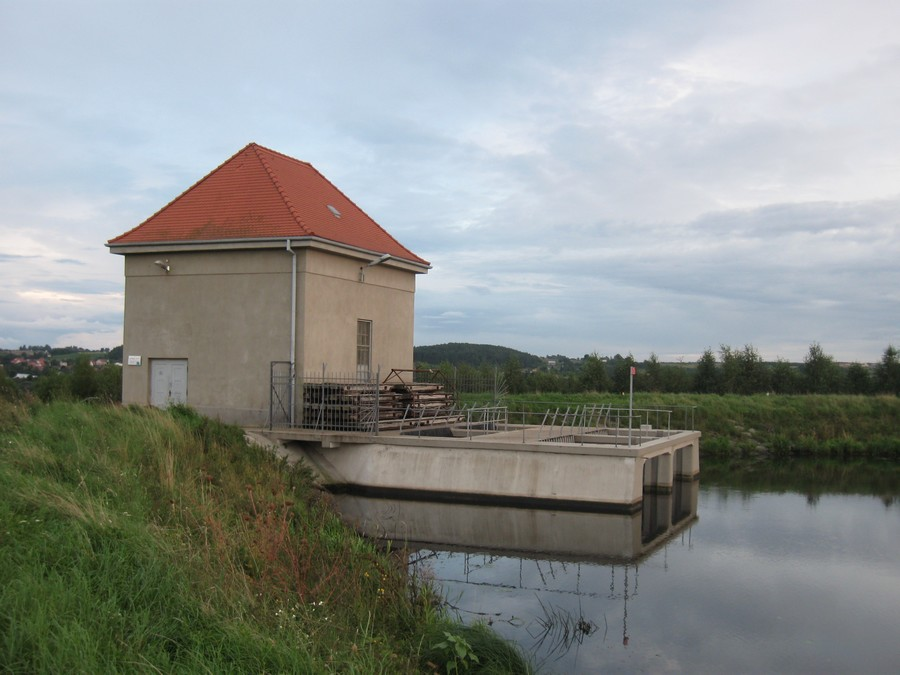
Elektrownia wodna w Bielkowie

Mimo iż Kolbudy są gminą wiejską, na jej terenie jest rozwinięty przemysł. Funkcjonujące tu podmioty nie są skierowane na zaspokojenie potrzeb endogenicznych, a ich działalność wykracza poza granice gminy. Najlepiej rozwinięty jest przemysł rolno-spożywczy. Największymi zakładami tej gałęzi przemysłu są: browar Amber, zakłady mięsne Nowak, piekarnia i cukiernia Czernis. Oprócz tej gałęzi istotną rolę w gospodarce odgrywają: przemysł elektroniczny i precyzyjny, przemysł elektromaszynowy, przemysł materiałów budowlanych. W 2009 według bazy REGON na terenie gminy Kolbudy swoją siedzibę miało ponad 200 podmiotów zajmujących się przemysłem oraz ok. 200 zajmujących się budownictwem.

#### Energetyka
Na terenie gminy znajdują się dwie elektrownie wodne: Łapino i Bielkowo. Elektrownia w Bielkowie, wyposażona w dwie turbiny Francisa i jedną turbinę Peltona, ma łączną moc 7,2MW i jest największą elektrownią na Raduni. Łapino ma dwie turbiny Francisa mające moc 2,229 MW.

### Usługi

#### Handel i naprawy
Największy udział w liczbie podmiotów gospodarczych zarejestrowanych na terenie gminy mają punkty handlowe i naprawcze. Największym punktem handlowo-usługowym jest gdański oddział Scania Polska S.A. mający siedzibę w Kolbudach.

#### Turystyka

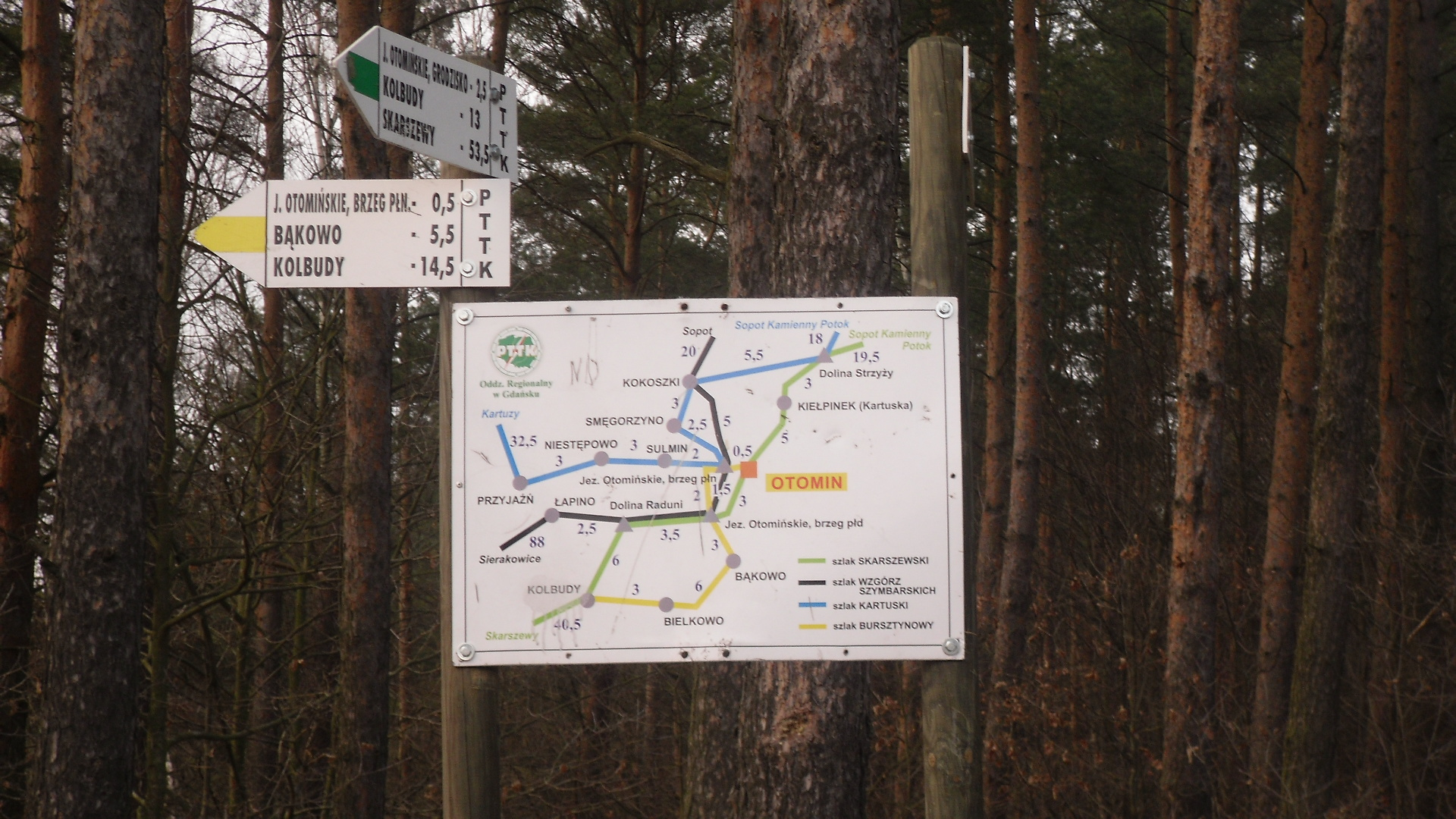
Szlaki turystyczne PTTK w okolicy Otomina

Środowisko geograficzne, szczególnie przyrodnicze, charakteryzuje się znaczną atrakcyjnością turystyczną. W przeciwieństwie do większości terenów województwa, na terenie gminy znajduje się stosunkowo mało jezior, które stanowią podstawowe walory przyrodnicze obszarów młodoglacjalnych. Najbardziej atrakcyjny jest kompleks leśny z dominacją buczyn i lasów dębowo-bukowych z malowniczo położonym wśród lasów Jeziorem Otomińskim, objęty ochroną jako Otomiński Obszar Chronionego Krajobrazu. Na terenie gminy znajdują się dwa rezerwaty przyrody: Bursztynowa Góra i Jar Reknicy będące również atrakcją turystyczną, 3 obszary chronionego krajobrazu i 2 użytki ekologiczne. Z racji ochrony przyrody oraz małej odporności przyrodniczej tereny rezerwatów są dostępne w sposób ograniczony.
Przez teren gminy przechodzą 4 szlaki turystyczne PTTK:  Skarszewski,  Gór Szymbarskich,  Kartuski i  Bursztynowy. Wszystkie te szlaki przebiegają przez Otomin.
Baza noclegowa w 2009 składała się z 8 obiektów noclegowych. Po trzy znajdowały się w Otominie i Łapinie oraz po jednym w Kolbudach i Kowalach.

## Transport

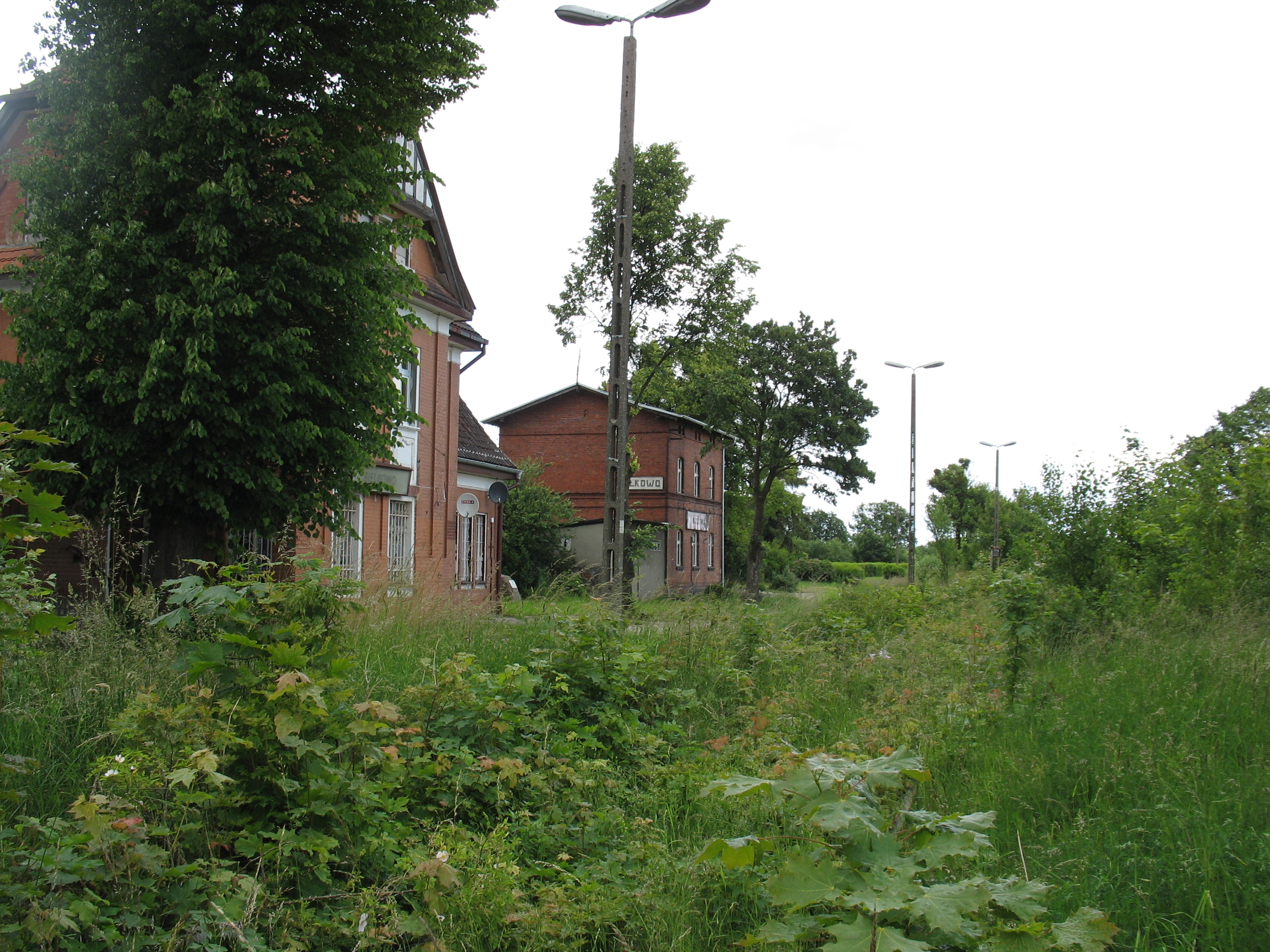
Nieczynna stacja kolejowa Bielkowo

### Transport kolejowy
Przez teren gminy Kolbudy przechodzi nieczynna linia kolejowa nr 229. Na terenie gminy znajduje się jedna stacja kolejowa – Kolbudy oraz trzy przystanki: Bielkowo (przystanek znajduje się w Bielkówku), Pręgowo Gdańskie (w Pręgowie) oraz Łapino Kartuskie (w Łapinie).
Od 2003 na nieczynnej linii kolejowej nr 229 uruchamiane są turystyczne przewozy drezynowe. Baza Kolei Drezynowej znajduje się przy ul. Przemysłowej w Kolbudach obok dawnych zakładów Rugby.

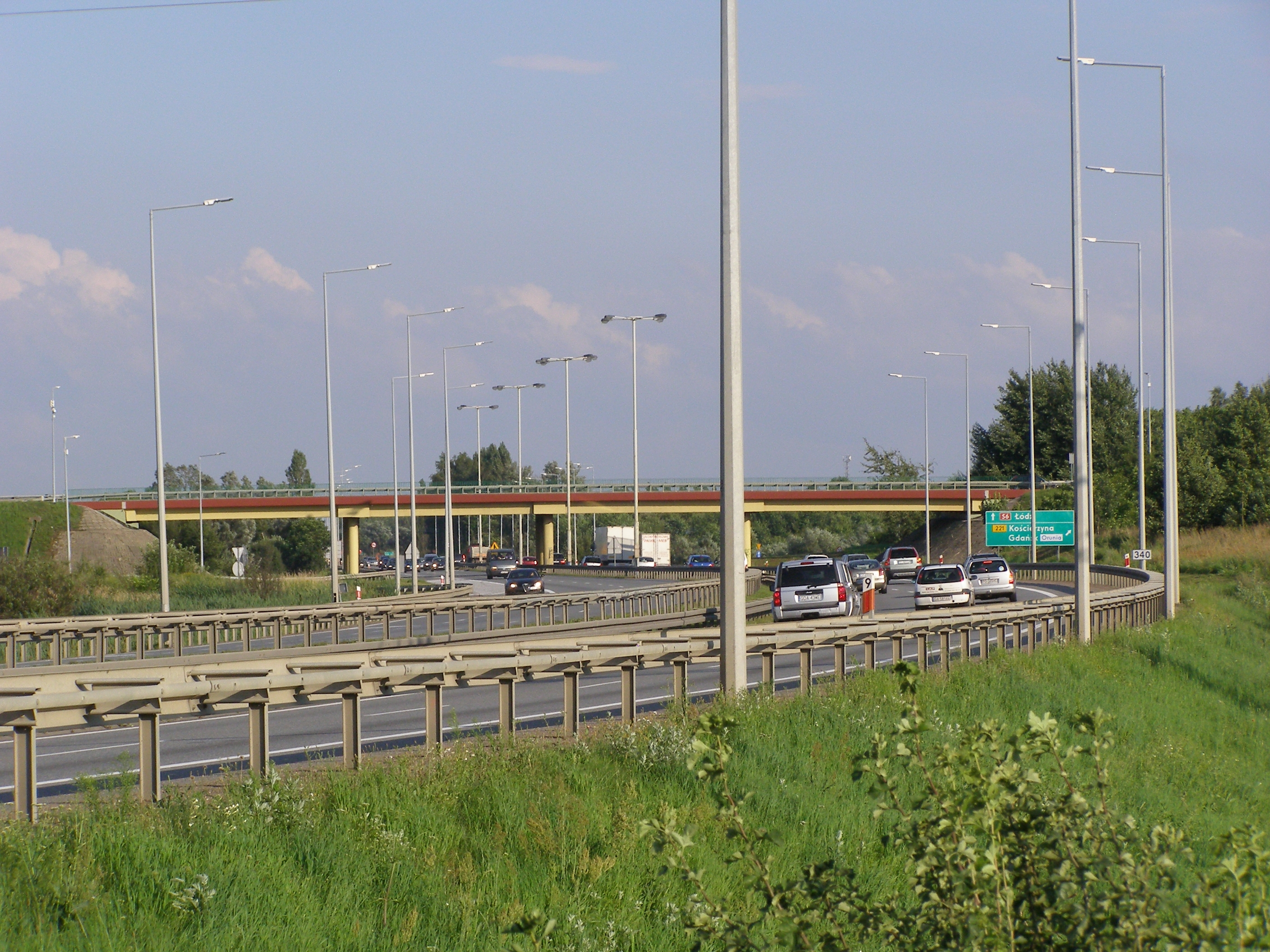
Węzeł Kowale

### Transport drogowy
Przez teren gminy biegną: Droga krajowa nr 6 oraz Droga wojewódzka nr 221. Obie drogi krzyżują się na Węźle Kowale. Droga wojewódzka nr 221 stanowi główną oś komunikacyjną gminy. Droga ta przechodzi przez Kowale, Bąkowo, Lublewo Gdańskie, Kolbudy oraz Czapielsk, dodatkowo łącząc te miejscowości z Gdańskiem.

### Transport zbiorowy

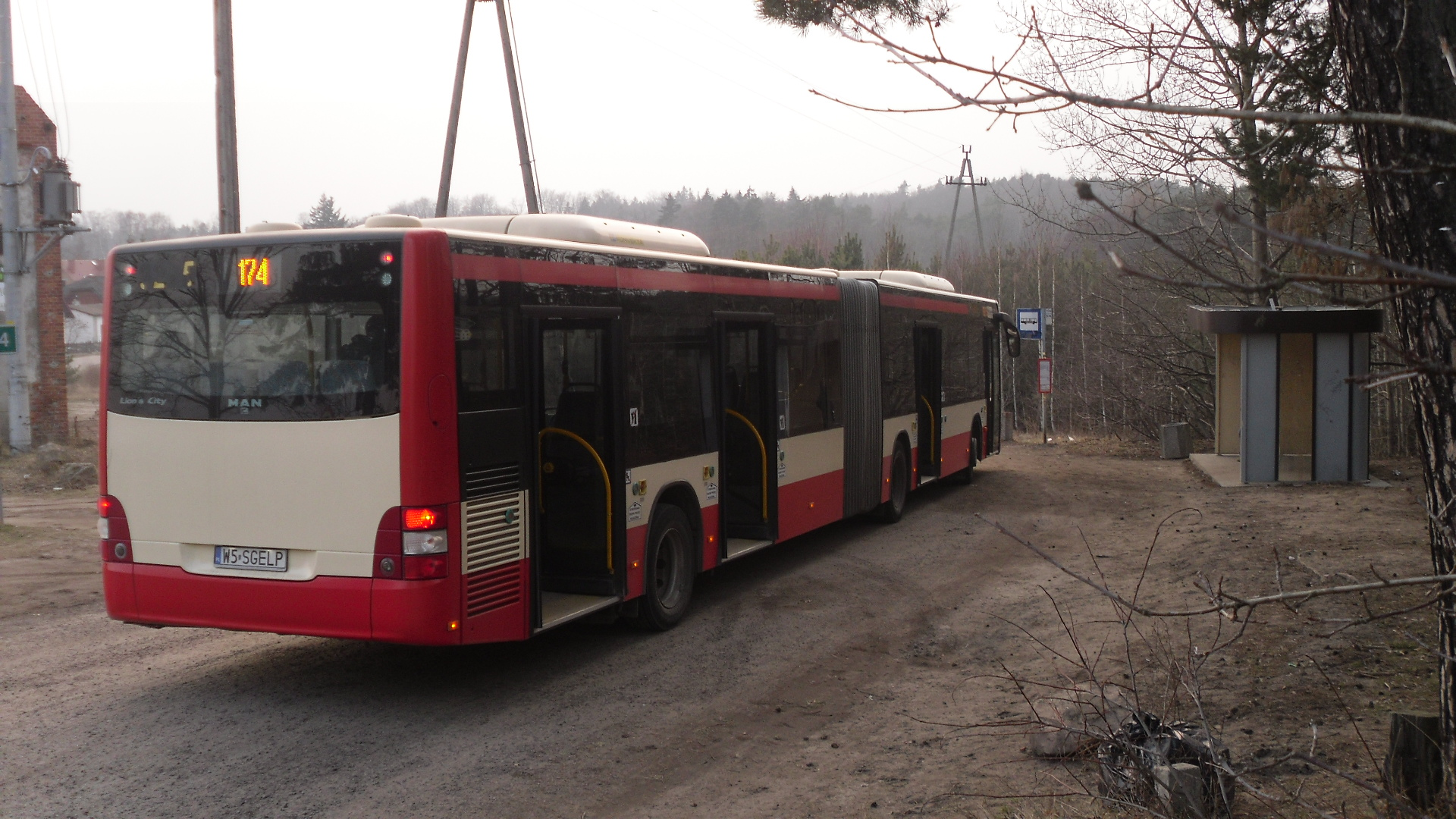
Autobus PKS Gdańsk w barwach ZTM Gdańsk na przystanku Otomin Pętla

ZTM Gdańsk obsługuje również trzy miejscowości położone na terenie gminy Kolbudy: Otomin (linie 174 i 574), Kowale (linie 156, 213, 255 i 256) oraz Jankowo (linie 255 i 256).
Komunikacja miejska Gminy Pruszcz Gdański obsługuje Bielkowo (linia 846, 847), Bielkówko (linia 847), Kolbudy (linia 847) oraz Lublewo (linia 847).

## Infrastruktura techniczna

### Sieć elektryczna
Przez obszar gminy przechodzą linie energetyczne: 400 kV – Jankowo – Lublewo, 220 kV – Lisewiec – Pręgowo – Łapino, 110 kV – Lisewiec – Pręgowo – Łapin, 110 kV – GPZ „Gdańsk I” – GPZ-I Straszyn Dolny, 110 kV – GPZ „Gdańsk Chełm” – GPZ-II Straszyn Górny.

### Sieć wodnokanalizacyjna
Woda dostarczana jest gospodarstwom domowym z głównych ujęć zlokalizowanych na terenie gminy oraz zakupywana jest z wodociągów należących do Saur Neptun Gdańsk. Ścieki odprowadzane są do oczyszczalni Wschód w Gdańsku.

### Gospodarka odpadami
Odpady komunalne są wywożone do wysypiska położonego w Szadółkach (Gdańsk-Jasień).

### Sieć gazowa
Kolbudy, Lublewo, Bielkowo, Bielkówko, Łapino, Pręgowo, Otomin i Kowale są podłączone do sieci gazowej

## Kultura

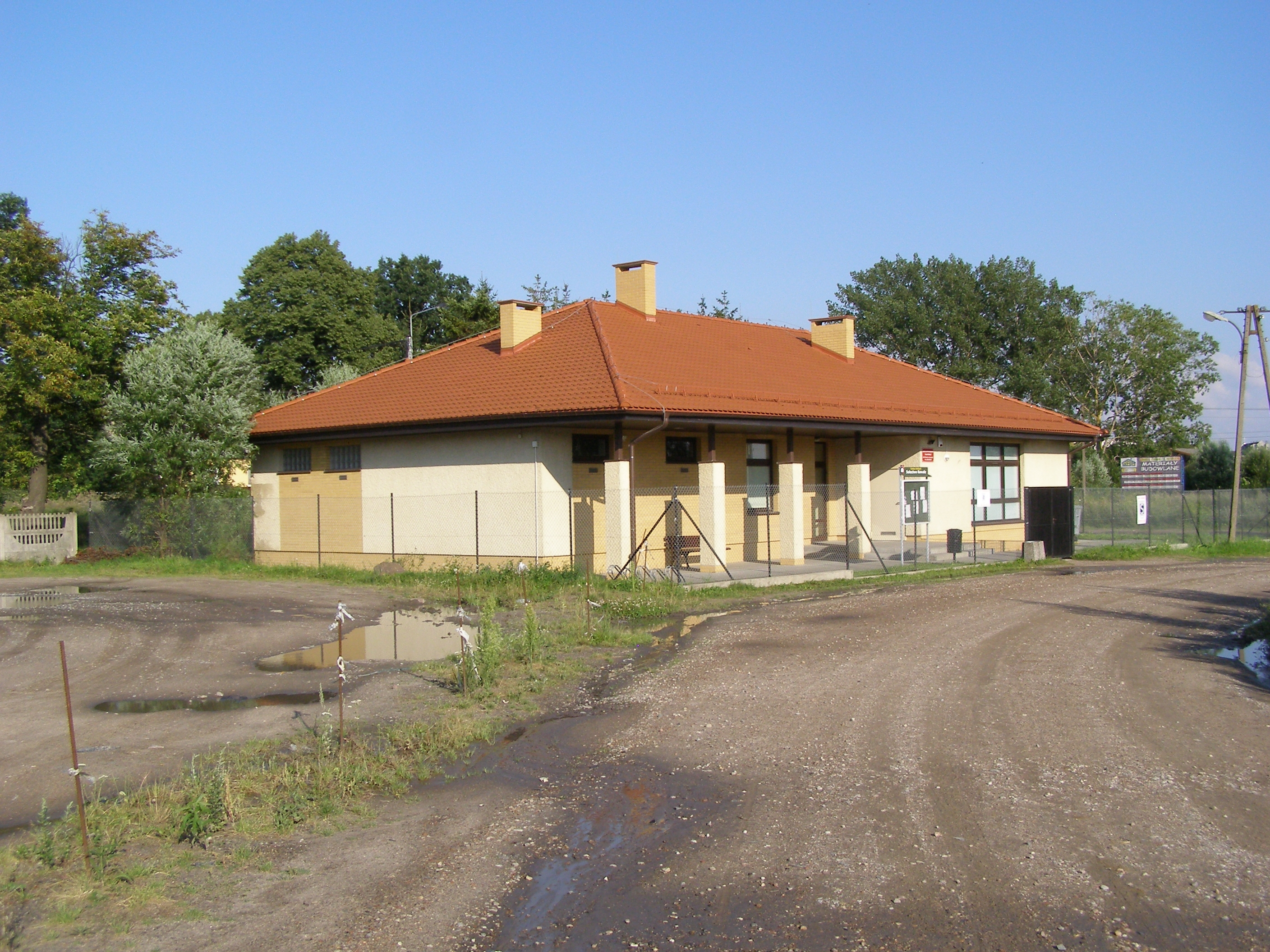
Dom Kultury w Kowalach

Na terenie gminy znajdują się trzy publiczne obiekty kulturowe: pomieszczenia Referatu Kultury w Kolbudach potocznie zwane „Domem Kultury”, Wiejski Dom Kultury Pręgowo oraz Dom Kultury w Kowalach.
Od 2011 na terenie gminy odbywa się festiwal ReFermata. W 2005 w Kolbudach powstała Społeczna Szkoła Muzyczna.

### Oświata
W roku 2009/10 w gminie Kolbudy funkcjonowały:
- 2 gimnazja (Kolbudy i Kowale), w tym 1 niepubliczne;
- 6 szkół podstawowych (Kolbudy, Bielkówko, Lublewo Gdańskie, Pręgowo, Buszkowy i Kowale) w tym 2 niepubliczne;
- 7 przedszkoli (Kolbudy, Bielkówko, Bąkowo, Lublewo Gdańskie, Pręgowo, Buszkowy i Kowale), w tym 4 niepubliczne, oraz 1 punkt przedszkolny niepubliczny (Kowale).

### Sport

#### Obiekty sportowe
Na terenie gminy znajduje się 9 obiektów posiadających pełnowymiarowe boisko do piłki nożnej:
1. stadion Kolbudy, ul. Polna (budynek socjalny, boisko boczne oraz korty tenisowe). Pojemność trybun wynosi 330 miejsc siedzących[38],
2. boisko piłkarskie w Kowalach, ul Glazurowa 1 (budynek socjalny i boisko),
3. kompleks sportowy w Łapinie (boisko piłkarskie, boisko do koszykówki),
4. boisko w Buszkowach,
5. boisko w Czapielsku,
6. boisko w Pręgowie,
7. boisko typu ORLIK Kolbudach (teren ZKiW Kolbudy),
8. kompleks sportowo-rekreacyjny w Bąkowie (boisko piłkarskie, boisko do siatkówki),
9. boisko w Jankowie.

Oprócz tego istnieją obiekty niemające boiska piłkarskiego:
1. Paintball & Quady,
2. siłownie,
3. ośrodki jazdy konnej,
4. kort tenisowy,
5. parki wodne z basenami,
6. strzelnica sportowa.

#### Piłka nożna
Na terenie gminy swoją siedzibę mają trzy kluby piłkarskie z czego dwa występują w rozgrywkach ligowych organizowanych przez Pomorski Związek Piłki Nożnej z siedzibą w Gdańsku:
- Gminne Towarzystwo Sportowe Kolbudy – IV liga (rezerwy grają w B klasie)[40],
- Gminny Klub Sportowy Kowale – Klasa okręgowa[41],
- Oldboys Kolbudy – Drużyna zgłaszana tylko do Pucharu Polski[42].

#### Sporty wodne
Na terenie gminy funkcjonuje Klub Żeglarski z siedzibą w przystani nad Jeziorem Kolbudzkim.

#### Taekwondo
W Kolbudach swoją siedzibę ma Klub Sportowy Taekwon Kolbudy, który jest członkiem Polskiego Związku Taekwon-do I.T.F.

### Zabytki

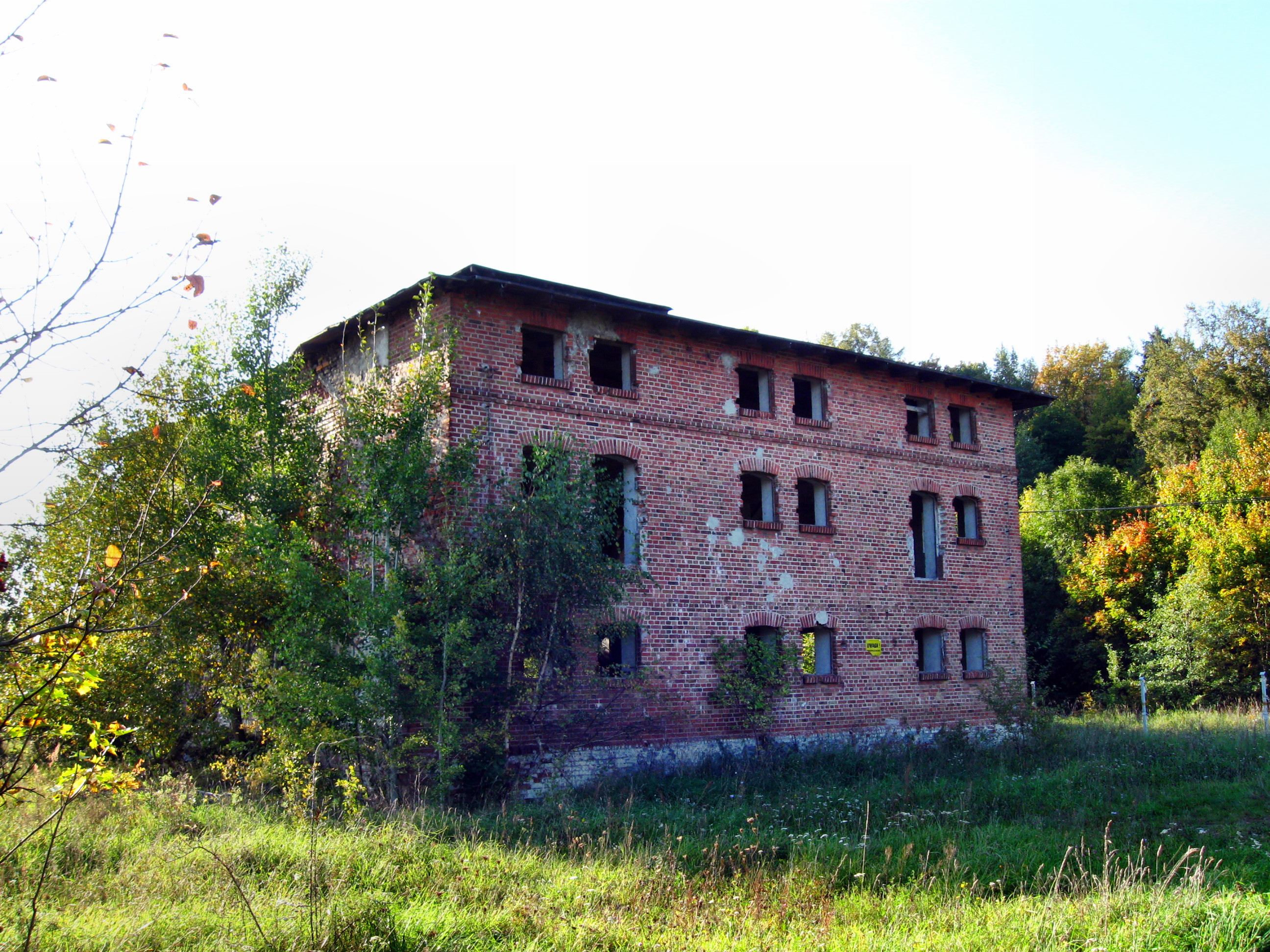
Folwark w Bielkowie

Na terenie gminy znajdują się 4 obiekty figurujące na liście Narodowego Instytutu Dziedzictwa:
- Kościół parafialny pw. NMP Królowej Polski w Lublewie,
- Kościół filialny pw. św. Mikołaja Biskupa w Czapielsku,
- Kościół parafialny pw. Bożego Ciała w Pręgowie,
- Zespół parkowo-folwarczny w Bielkowie.

Ponadto w Wojewódzkiej Ewidencji Zabytków znajdują się 102 obiekty położone na terenie gminy.

## Religia

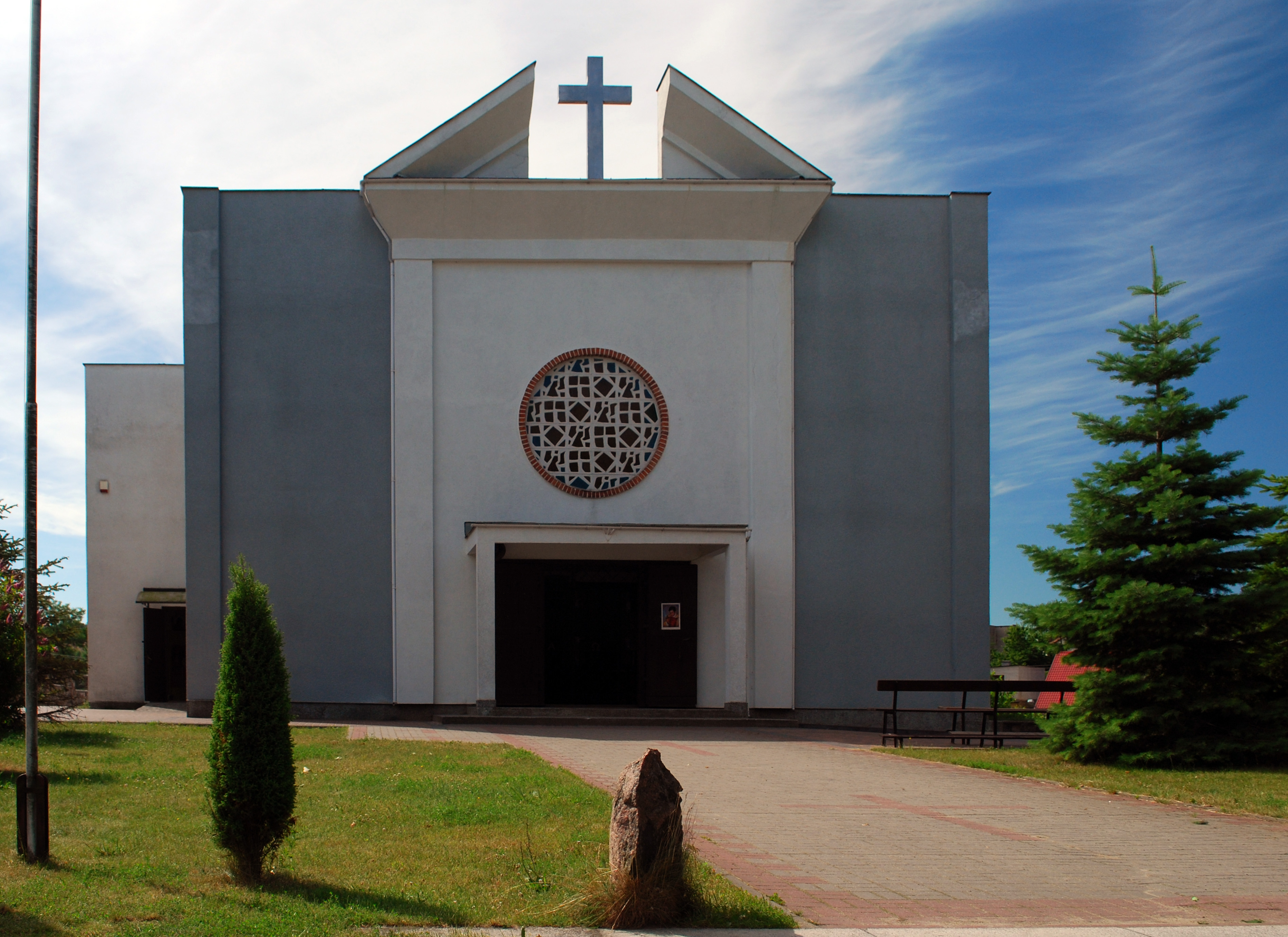
Kościół św. Floriana w Kolbudach

### Kościół rzymskokatolicki
Gmina leży na terenie dekanatu Kolbudy i dekanatu Gdańsk-Łostowice, będącego częścią Archidiecezji gdańskiej. Na terenie gminy znajduje się pięć parafii rzymskokatolickich.
1. Parafia św. Kingi w Kowalach – Kowale, plac św. Kingi 1
2. Parafia Bożego Ciała w Pręgowie – Pręgowo, ul. Kościelna 3
3. Parafia NMP Królowej Korony Polskiej w Lublewie Gdańskim – Lublewo Gdańskie, ul. Kościelna 6
4. Parafia św. Floriana w Kolbudach – Kolbudy, ul. Wybickiego 34
5. Parafia św. Mikołaja w Czapielsku – Czapielsk, ul. Jezuicka 2

## Administracja i polityka

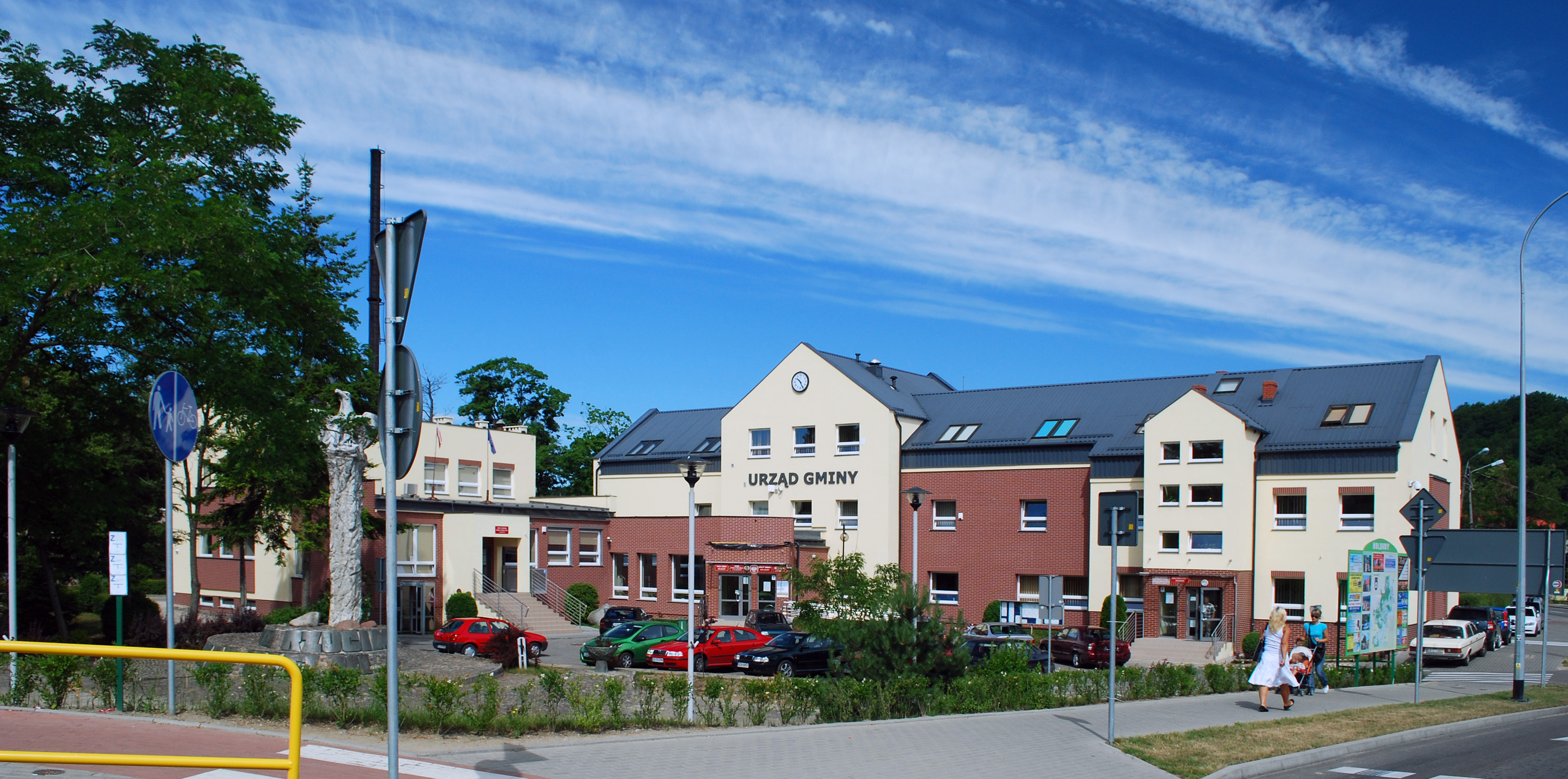
Urząd Gminy w Kolbudach

### Wójt i Rada Gminy
Na czele gminy stoi wójt oraz piętnastoosobowa rada gminy. Przedstawiciele Rady Gminy są wybierani w 15-tu 1-mandatowych okręgach wyborczych.

### Wójtowie gminy Kolbudy[48]
- Marek Nagórski (1990–1992)
- Adam Wittstock (1992–1994)
- Paweł Schwarzenberg-Czerny (1994–1998)
- Maciej Szymański (1998–2000)
- Paweł Schwarzenberg-Czerny (2000–2002)
- Leszek Grombala (2002–2018)
- Andrzej Chruścicki (2018–2024)
- Marek Goliński (od 2024)[49]

### Okręgi wyborcze
Mieszkańcy gminy Kolbudy wybierają przedstawicieli do Parlamentu Europejskiego w okręgu nr 1, przedstawicieli do Sejmu w okręgu nr 25 natomiast do Senatu w Okręgu nr 66. Siedzibami komisji wyborczych wszystkich tych okręgów jest Gdańsk.

## Gminy partnerskie
- Niemenczyn
- Uffenheim
- Jaworów